# Кубок Макао з футболу 2017
Кубок Макао з футболу 2017 — 12-й розіграш кубкового футбольного турніру у Макао. Титул володаря кубка втретє здобула Бенфіка.

## Календар
| Раунд               | Дата                      | Матчі | Клуби  |
| ------------------- | ------------------------- | ----- | ------ |
| 1/8 фіналу          | 18 травня - 4 червня 2017 | 8     | 16 → 8 |
| 1/4 фіналу          | 28-29 червня 2017         | 4     | 8 → 4  |
| 1/2 фіналу          | 5 липня 2017              | 2     | 4 → 2  |
| Матч за третє місце | 8 липня 2017              | 1     |        |
| Фінал               | 8 липня 2017              | 1     | 2 → 1  |

## 1/8 фіналу
| Команда 1                    | Рахунок | Команда 2       |
| ---------------------------- | ------- | --------------- |
| 18 травня 2017               |         |                 |
| Лай Цзі                      | 0:1     | Альфандега (2)  |
| Спортінг (Макао)             | 4:1     | Так Чук Ка І    |
| 19 травня 2017               |         |                 |
| Чін Фун                      | 5:0     | Хун Лок (2)     |
| Полісіа ді Сегуранса Публіка | 0:3     | Бенфіка         |
| 1 червня 2017                |         |                 |
| МФА Девелопмент              | 0:3     | Чао Пак Кей     |
| 3 червня 2017                |         |                 |
| Кей Лунь                     | 5:0     | Хун Нгай (3)    |
| Монте-Карло                  | 11:0    | Папатудо (3)    |
| 4 червня 2017                |         |                 |
| ТККЛ (2)                     | 1:2     | КДФ Бенфіка (2) |

## 1/4 фіналу
| Команда 1       | Рахунок | Команда 2        |
| --------------- | ------- | ---------------- |
| 28 червня 2017  |         |                  |
| Чін Фун         | 2:6     | Бенфіка          |
| Монте-Карло     | 4:0     | Альфандега (2)   |
| 29 червня 2017  |         |                  |
| КДФ Бенфіка (2) | 0:5     | Чао Пак Кей      |
| Кей Лунь        | 6:1     | Спортінг (Макао) |

## 1/2 фіналу
| Команда 1    | Рахунок | Команда 2   |
| ------------ | ------- | ----------- |
| 5 липня 2017 |         |             |
| Кей Лунь     | 1:3     | Бенфіка     |
| Монте-Карло  | 2:0     | Чао Пак Кей |

## Матч за третє місце
| Команда 1    | Рахунок | Команда 2 |
| ------------ | ------- | --------- |
| 8 липня 2017 |         |           |
| Чао Пак Кей  | 3:4     | Кей Лунь  |

## Фінал
| Команда 1    | Рахунок | Команда 2 |
| ------------ | ------- | --------- |
| 8 липня 2017 |         |           |
| Монте-Карло  | 1:8     | Бенфіка   |